# For Valour (film, 1917)
Pour les articles homonymes, voir For Valour.
Pour plus de détails, voir Fiche technique et Distribution.
For Valour est un film américain réalisé par Albert Parker, sorti en 1917.

## Synopsis
Melia Nobbs, une jeune Canadienne, s'occupe à la fois de son père invalide, Ambrose, et de son frère Henry. Un jour Henry risque d'être arrêté pour avoir pris dans la caisse à son travail, Melia vole l'argent à la vedette du théâtre où elle est danseuse et le donne à son frère à condition qu'il s'engage dans l'armée. Henry accepte et part à la guerre. Ambrose est fier de son fils, mais, quand sa fille est arrêtée pour vol, il la renie. Melia ne lui révèle pas la raison de ce vol et est envoyée en prison. Pendant ce temps, Henry se bat bravement en France et revient au pays amputé d'un bras mais avec la Victoria Cross. Il retrouve sa sœur, affaiblie, à l'hôpital de la prison. En voyant son frère avec ses médailles, Melia réalise que son sacrifice n'a pas été vain, et qu'elle a à sa manière servi son pays. 

## Fiche technique
- Titre original : For Valour
- Réalisation : Albert Parker
- Scénario : Robert Shirley, d'après la nouvelle Melia No-good de Ida Alexa Ross Wylie
- Photographie : Roy Vaughn
- Production : Allan Dwan
- Société de production : Triangle Film Corporation
- Société de distribution : Triangle Distributing Corporation
- Pays d’origine :  États-Unis
- Langue originale : anglais
- Format : noir et blanc — 35 mm — 1,37:1 — Film muet
- Genre : drame
- Durée : 50 minutes (5 bobines)
- Dates de sortie :
  - États-Unis :25 novembre 1917
- Licence : domaine public

## Distribution
- Winifred Allen : Melia Nobbs
- Richard Barthelmess : Henry Nobbs
- Henry Weaver : Ambrose Nobbs
- Mabel Ballin : Alice Davis